# Silvo Cerjak
Silvo Cerjak, slovenski alpinist in gorski reševalec, * 27. december 1954, Labin, Hrvaška, † 27. julij 1988, Kilimandžaro, Tanzanija.

## Življenjepis
Osnovno šolo je končal v rojstnem kraju, Srednjo kovinarsko pa v Velenju. Kot kvalificiran rezkalec je bil med leti 1973—1988 zaposlen v velenjskem podjetju Ecoteh.
Njegova velika ljubezen so bile gore. Leta 1981 je opravil izpit za alpinističnega pripravnika. V letih 1977—1988 je bil član Šaleškega alpinističnega odseka in 1981—1988 član Gorske reševalne službe Celje. Leta 1988 se je udeležil šaleške odprave na Kilimandžaro. Naveza Silvo Cerjak, Rok Preložnik, Leon Verdnik in Tone Vovk je vrh dosegla preko južnega ledenika. Umrl je pri sestopu za posledicami višinske bolezni.

## Vzponi
- Grandes Charmoz, 3445 m, centralne Alpe, severna stena, Welzenbachova smer (1979)
- Aiguille du plan, 3673 m, centralne Alpe, severna stena, direktna smer (1980)
- Vrh Korzhenevskaya (7105 m), Tadžikistan (1981)
- Aiguille du midi, 3842 m, centralne Alpe, severna stena, Frendojev steber (1982)
- Kilimandžaro (5895 m), vrh doseže v navezi s štirimi alpinisti preko južnega ledenika (1988)